# Ламакин (хутор)
Ламакин — хутор в Каширском районе Воронежской области.
Входит в состав Каширского сельского поселения.
Хутор не имеет постоянного населения.